# 雀神伝説
『雀神伝説 QUEST OF JONGMASTER』（じゃんしんでんせつ クエスト・オブ・ジャンマスター）は、1994年にエイコムがMVS/ネオジオCD向けに開発した脱衣麻雀ゲーム。1995年にはPCエンジン版がNECホームエレクトロニクスから発売された。

## 作品概要
『麻雀クエスト』（ホワイトボード/タイトー）と同様のシステム、世界観を元にした、RPG風味の麻雀ゲーム。『麻雀クエスト』のキャラクターが出るなど、同作品の続編と言ってもいい。スタッフもそのまま引き継がれているらしく、キャラクターデザインもANO清水が引き続き起用されている。
RPG的なシステムは『麻雀クエスト』のままではあるが、供給対象システムがMVSだったため、アーケードゲームの麻雀ゲームでは当たり前の専用コントロールパネルは使えず、MVS標準のジョイスティック＋2ボタン（4ボタンのうち、A、Bのみ使用）のシステムでプレイするようになっている。ただし、これは本作に限ったことではなく、MVSに供給された麻雀ゲームに共通する仕様だと言っていい（MVSに供給された麻雀ゲームソフトに対応するべく、MVS標準のジョイスティック＋4ボタンを麻雀専用コントロールパネルに置き換え、麻雀専用台にした一本スロットの筐体も少ないながら存在する）。
家庭用版に当たるネオジオ版はMVS版をそのままプレイできるようになっているが、本作は珍しくネオジオCD専用タイトルとして発売された作品である。
PCエンジン版はアーケードカード専用ソフトとして発売されたが、MVS/ネオジオCD版と比べてシステムが変更されており、フィールド画面上でのキャラクターの操作が可能（MVS/ネオジオCD版はプレイ時間など業務用という事も考慮されて『麻雀クエスト』同様に操作ができず、自動移動となっていた）になり、宿屋でのセーブが可能（ネオジオCD版はゲームオーバー時にセーブが可能）など、家庭用ゲーム機を意識した、よりRPGらしいゲームになった。また、天使様が捨て牌やアタリ牌・鳴きのタイミングを教えてくれる「アドバイスモード」機能やCDメディアの特徴を活かした声優によるイベントシーンでの音声のほか、敵キャラクターを任意で選択してフリー対戦が楽しめる「VSモード」も追加されている。なお今作は『餓狼伝説2』『龍虎の拳』『ワールドヒーローズ2』『餓狼伝説スペシャル』に続くアーケードカード専用で5番目のネオジオ移植タイトルとなった。

## あらすじ
聖雀士リードラー・リュウコが雀魔王コクシーを倒してから数年。世の中は平和を取り戻し、やがて聖雀士という存在も忘れ去られるようになった。聖雀士の村、ロンデンバーグ。ここに生まれ育った者は、17歳になると修行の旅に出るという掟があった。少女チー・フォウもその掟に従い、修行のため山賊討伐の旅に出ようとしていた。この旅がチーの運命を揺るがし、そして伝説の聖雀士を探し求めるための、長く厳しい旅になることを、彼女はまだ知るよしもなかった…。